# Taras Boelba (1909)
Taras Boelba (Russisch: Тарас Бульба) is een russische film uit 1909 van regisseur Aleksandr Drankov.

## Rolverdeling
| Acteur          | Personage |
| --------------- | --------- |
| Anisim Suslov   |           |
| L. Manko        |           |
| D. Chernovskaya |           |